# 17 ноября
17 ноября — 321-й день года (322-й в високосные годы) по григорианскому календарю.
До конца года остаётся 44 дня.
До 15 октября 1582 года — 17 ноября по юлианскому календарю, с 15 октября 1582 года — 17 ноября по григорианскому календарю.
В XX и XXI веках соответствует 4 ноября по юлианскому календарю.

## Праздники и памятные дни

### Международные
- Международный день недоношенных детей.
- Международный день студентов.

### Национальные
- Азербайджан — День национального возрождения.
- Россия — День участковых уполномоченных полиции, День пешеходного туризма.
- Чехия,  Словакия — День борьбы за свободу и демократию.

### Религиозные
Православие
 — Память преподобного Иоанникия Великого (846 год);
 — память священномучеников Никандра, епископа Мирского, и Ермия пресвитера (I век);
 — память святого Николая Виноградова исповедника, пресвитера (1931 год);
 — память священномученика Александра Петропавловского, пресвитера (1937 год);
 — память священномученика Исмаила Базилевского, пресвитера (1941 год);
 — память преподобного Меркурия Печерского, в Дальних пещерах (XIV век);
 — память преподобного Никандра Городноезерского (XVI век);
 — память блаженного Симона, Христа ради юродивого, Юрьевецкого (1584 год);
 — память преподобномученицы Евгении (Лысовой) (1935 год).

### Именины
- Католические: Елизавета
- Православные: Александр, Григорий, Иван, Илья, Исмаил, Николай, Семён, Степан[источник не указан 769 дней].

## События

### До XIX века
- 1292 — Иоанн Баллиоль стал королём Шотландии Иоанном I.
- 1558 — после смерти королевы-католички Марии Тюдор на английский престол восходит её сестра протестантка Елизавета I, дочь короля Генриха VIII и Анны Болейн. Папа Римский и католические монархи Европы объявят Елизавету узурпаторшей, поскольку брак её отца и матери не был признан Римом.
- 1757 — основывается Императорская Академия художеств.
- 1800 — Конгресс США впервые собирается в Вашингтоне.

### XIX век
- 1804 — в Казани и Харькове учреждены университеты.
- 1812 — сражение под Красным.
- 1853 — первое в истории сражение пароходофрегатов.
- 1855 — исследователь Африки Дэвид Ливингстон первым из европейцев видит водопад на реке Замбези высотой 120 м. Он называет его именем королевы Виктории.
- 1869 — официальное открытие Суэцкого канала для судоходства.
- 1873 — венгерские города Буда, Обуда и Пешт слились, образовав современный Будапешт.
- 1875 — Елена Блаватская и Генри Стил Олкотт основали в Нью-Йорке Теософское общество.
- 1880 — первые три британских женщины получили степень бакалавра искусства в Лондонском университете.

### XX век
- 1903 — по договору, заключённому в Петрополисе, Боливия уступает часть своей территории Бразилии в обмен на строительство железной дороги и водопровода на востоке страны.
- 1905 — В. И. Ленин заканчивает статью «Наши задачи и Совет рабочих депутатов».
- 1917 — в Палестине британские войска отбирают у турецкой армии Яффу.
- 1918 — открывается Третий Петроградский педагогический институт (будущий Ленинградский государственный педагогический институт имени А. И. Герцена).
- 1919 — Красная армия выбила деникинские войска из Курска.
- 1920
  - Вдовствующая королева Ольга становится регентом Греции.
  - Завоевание Крыма Красной армией.
- 1922
  - Правительство Дальневосточной Республики принимает решение о союзе с Советской Россией.
  - В Великобритании на парламентских выборах консерваторы получают 345 мест, лейбористы — 142, либералы Ллойда Джорджа — 62, либералы Асквита — 54.
  - Халиф и бывший султан Турции Мехмед VI объявляется низложенным и укрывается на британском военном корабле. Его наследник, принц Абд уль-Меджид, принимает титул халифа, отказавшись от титула султана.
- 1927 — в Ленинграде выходят в свет первые номера первых заводских многотиражек — «Электросила» и «Красная заря».
- 1929 — Пленум ЦК ВКП(б) выводит из состава Политбюро Николая Бухарина как «застрельщика и руководителя правых капитулянтов».
- 1930 — на Конференции по экономическим вопросам в Женеве (по 28 ноября) на повестке дня мировая депрессия.
- 1932 — Франц фон Папен уходит в отставку с поста канцлера Германии, чтобы дать возможность сформировать новую коалицию на следующих парламентских выборах.
- 1933
  - США заявляют о признании СССР и восстанавливают с ним торговые отношения.
  - Создание Всероссийского научно-исследовательского института физической культуры (ВНИИФК).
  - Основание Харьковского государственного академического русского драматического театра им. А. С. Пушкина.
- 1935 — в Москве завершает работу Первое Всесоюзное совещание рабочих и работниц-стахановцев, открывшееся 14 ноября.
- 1937 — член британского правительства лорд Галифакс встречается с Гитлером, пытаясь решить судетский вопрос мирным путём (переговоры продолжаются до 21 ноября).
- 1938 — Постановление СНК СССР и ЦК ВКП(б) «Об арестах, прокурорском надзоре и ведении следствия»: упразднение чрезвычайных судебных троек.
- 1941 — приказ Ставки № 0428 «…Разрушать и сжигать дотла все населённые пункты в тылу немецких войск…».
- 1942 — катастрофа Ли-2 в Красноярске. Погибли 30 человек — лётные экипажи, перегоняющие по трассе Алсиб (Аляска—Сибирь) полученные по ленд-лизу самолёты.
- 1948 — крейсер «Аврора» ставится на вечную стоянку у Петроградской набережной на Большой Невке.
- 1951 — катастрофа Ил-12 под Новосибирском. Погибли 23 человека.
- 1953
  - Сакари Туомиоя формирует беспартийное правительство Финляндии.
  - Открытие доступа в мавзолей Ленина — Сталина.
- 1955 — Сиэтл, штат Вашингтон, США. Самолёт «Douglas C-54», принадлежащий компании «Krekorian R.R.», разбивается на взлёте. Все 28 человек на борту погибают. Ошибка предполётной подготовки.
- 1956
  - Конституционная ассамблея в Джамму и Кашмире принимает новую конституцию (должна вступить в силу 26 января 1957) и подтверждает решение о присоединении к Республике Индия.
  - Горы Эль Русио, Колумбия. Разбивается самолёт «Douglas DC-3» компании «Empresa Aviacion del Pacifico». Все 36 человек на борту погибают. Причина катастрофы — нарушение пилотом дисциплины в кабине экипажа.
- 1958
  - в Судане к власти приходит армия, и генерал Ибрагим Аббуд занимает посты главы государства, премьер-министра и главнокомандующего вооружёнными силами.
  - в Чикаго основана Американская ассоциация медицинских физиков[5].
- 1959 — южноафриканская компания «Де Бирс», Йоханнесбург, начинает производство искусственных алмазов.
- 1961 — Коммунистическая партия США отказывается подчиняться постановлению Верховного суда США, в соответствии с которым она должна зарегистрироваться как организация, в которой большинство членов является иностранцами.
- 1962 — выходит очередной номер журнала «Новый мир», в котором опубликована повесть «Один день Ивана Денисовича». Страна впервые узнаёт имя Александра Солженицына.
- 1964
  - Установлен День ракетных войск и артиллерии (до 1964 г. — День артиллерии; празднуется 19 ноября).
  - Великобритания заявляет о своём намерении запретить экспорт оружия в Южную Африку.
- 1966 — в ночь с 16 на 17 ноября зарегистрирован самый большой метеорный дождь. Метеоры группы Леонид, появляющиеся регулярно через каждые 33,25 года, были видны на небе между восточной частью СССР и западной частью Северной Америки.
- 1967 — «The Beatles» заканчивают работу в студии над альбомом «Magical Mystery Tour».
- 1968 — переговоры в Солсбери между представителями Великобритании и Родезии зашли в тупик.
- 1969 — в Хельсинки начинаются советско-американские переговоры об ограничении стратегических вооружений.
- 1970 — после мягкой посадки на поверхность Луны в районе Моря Дождей космической станции «Луна-17» в путешествие по спутнику Земли отправляется «Луноход-1».
- 1973 — восстание в Афинском Политехническом университете против военной хунты «Чёрных полковников»
- 1975
  - Запуск беспилотного космического корабля «Союз-20».
  - Катастрофа Ан-24 под Гали (Абхазская АССР). Погибли 38 человек.
- 1977 — в Великобритании опубликован третий доклад Королевской комиссии по распределению доходов и благосостоянию.
- 1978 — Советский Союз сообщает об успешном испытании нейтронной бомбы.

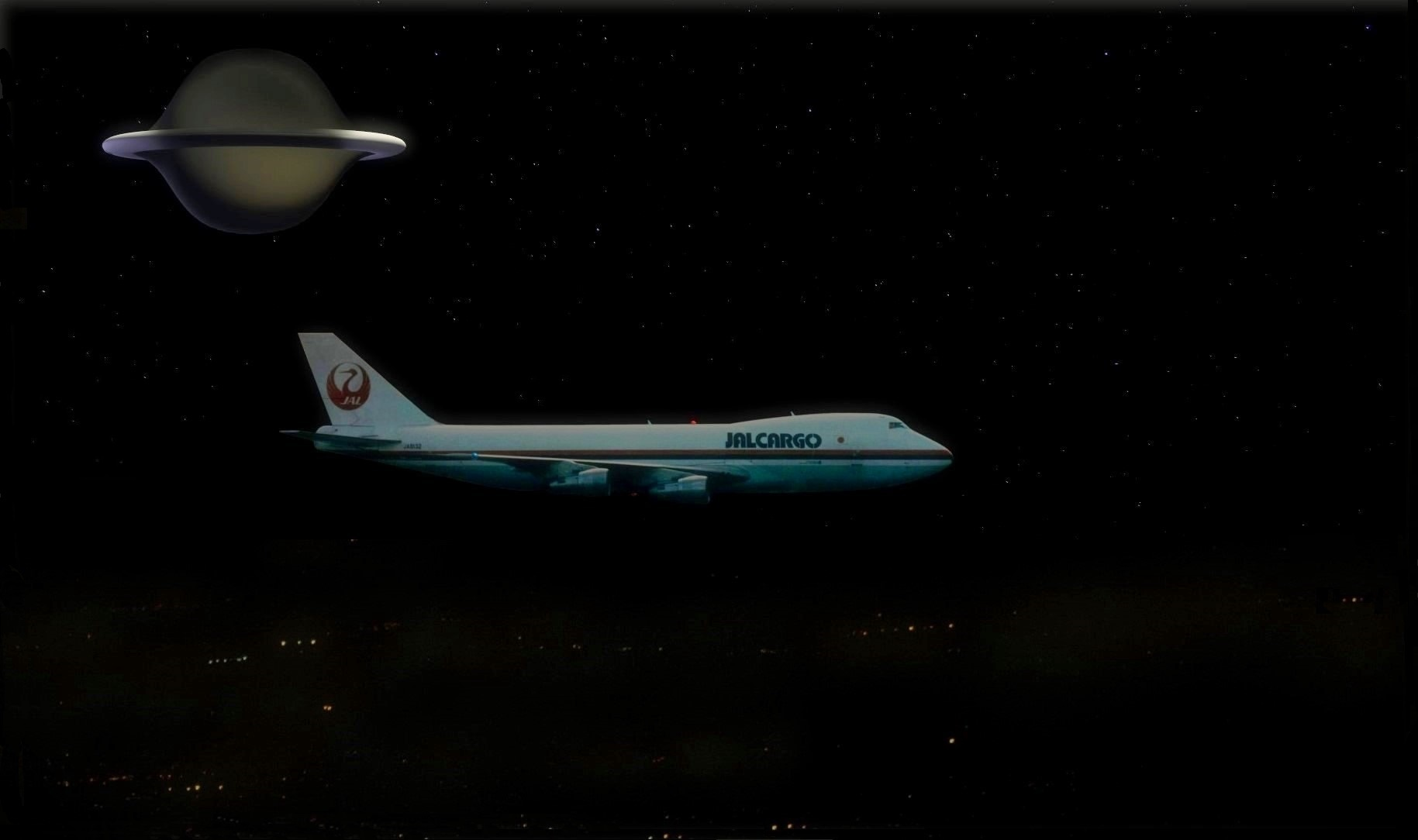
НЛО около японского грузового Boeing 747

- 1986 — случай с Boeing 747 над Аляской, когда экипаж японского грузового самолёта утверждал, что его сопровождали три НЛО, которые также наблюдались на гражданских и военных радиолокаторах.
- 1988
  - Беназир Бхутто избирается премьер-министром Пакистана, становясь первой женщиной-лидером мусульманского государства.
  - Появляется первая советская программа-антивирус, Aidstest Дмитрия Лозинского.
- 1989
  - Второй полёт первого вертолёта, построенного из композитных материалов и приводимого в действие мускульной силой человека, — «Да Винчи III».
  - В Сан-Сальвадоре, Сальвадор, вспыхивают бои после того, как отряды повстанцев захватывают часть города.
  - Полиция разгоняет мирную демонстрацию в Праге, Чехословакия. Начало бархатной революции.
- 1990 — авария Ту-154 под Дубенцом.
- 1991 — Конгресс США подписывает NAFTA (Североамериканское Свободное Торговое Соглашение) между США, Канадой и Мексикой.
- 1993
  - Военный переворот прерывает короткий период гражданского правления в Нигерии. Министр обороны генерал Сани Абача берёт на себя полномочия главы государства.
  - В сборной России по футболу происходит событие, названное в дальнейшем «Русский бунт» или «Письмо четырнадцати», когда после матча с Грецией игроки сборной потребовали отставки главного тренера Павла Садырина, что привело к развалу сборной.
  - Палата представителей конгресса США одобряет Соглашение о свободной торговле, заключённое с Канадой и Мексикой.
  - Судьи из 11 стран собрались на первое заседание Международного трибунала по бывшей Югославии, ставшего первым учреждением подобного рода со времён судебных процессов в Нюрнберге и Токио после Второй мировой войны.
- 1994 — после распада коалиции Альберт Рейнольдс уходит в отставку с поста премьер-министра Ирландской Республики.
- 1995 — выходит последний номер газеты «Тудей».
- 1997 — боевики египетской исламистской группировки «аль-Гамаа аль-Исламийя» совершили теракт в районе Луксора.

### XXI век
- 2001 — бывший президент Афганистана Бурхануддин Раббани вернулся в Кабул спустя пять лет после того, как был смещён движением «Талибан».
- 2003 — Русская православная церковь заявила о разрыве отношений с Епископальной церковью США, после того как в США был посвящён в епископы гомосексуал.
- 2006 — в США поступила в продажу игровая консоль 7-го поколения «Sony Playstation 3».
- 2013 — катастрофа «Boeing 737» в Казани.
- 2018 — гибель Джона Чау от рук сентинельцев, принесшая ему «Премию Дарвина».
- 2019 — в Китае выявили первого инфицированного COVID-19.

## Родились

### До XIX века
- 9 — Веспасиан (ум. 79), римский император (с 69 г.).
- 1503 — Бронзино (наст. имя Аньоло ди Козимо ди Мариано, ум. 1572), итальянский живописец, выдающийся представитель маньеризма.
- 1587 — Йост ван ден Вондел (ум. 1679), поэт и драматург, один из наиболее ярких представителей «Золотого века» нидерландской литературы.
- 1597 — Генри Геллибранд (ум. 1637), английский математик и астроном, наиболее известный работами по тригонометрии.
- 1666 — Бенедетто Лути (ум. 1724), итальянский художник эпохи барокко.
- 1749 — Николя Франсуа Аппер (ум. 1841), французский изобретатель консервов.
- 1755 — Людовик XVIII (ум. 1824), король Франции (1814—1824).
- 1776 — Фридрих Кристоф Шлоссер (ум. 1861), немецкий историк.
- 1788 — Михаил Щепкин (ум. 1863), русский актёр, один из основоположников актёрской школы в России.
- 1790 — Август Фердинанд Мёбиус (ум. 1868), немецкий математик, установивший существование односторонних поверхностей (лента Мёбиуса).

### XIX век
- 1807 — Владимир Бенедиктов (ум. 1873), русский поэт и переводчик.
- 1876 — Август Зандер (ум. 1964), немецкий фотохудожник.
- 1878 — Павел Кузнецов (ум. 1968), русский советский живописец-символист.
- 1880 — Иван Заикин (ум. 1948), русский борец, цирковой артист, авиатор.
- 1884 — Александр Новосёлов (убит в 1918), русский писатель, этнограф, государственный деятель.
- 1886 — Сергей Огнёв (ум. 1951), русский советский зоолог.
- 1887
  - Павел Мальков (ум. 1965), советский военный деятель, комендант Смольного, затем Московского Кремля.
  - Бернард Лоу Монтгомери (ум. 1976), английский фельдмаршал, крупный военачальник Второй мировой войны.
- 1895 — Михаил Бахтин (ум. 1975), русский советский философ, культуролог, литературовед.
- 1896 — Лев Выготский (ум. 1934), советский психолог.
- 1898 — Лев Шварц (ум. 1962), советский композитор, кинокомпозитор.
- 1899 — Тоша Зайдель (ум. 1962), американский скрипач русско-еврейского происхождения.

### XX век
- 1901
  - Иван Пырьев (ум. 1968), кинорежиссёр, сценарист, актёр, педагог, народный артист СССР.
  - Ли Страсберг (ум. 1982), американский театральный режиссёр и педагог, актёр, продюсер.
- 1902 — Юджин Вигнер (ум. 1995), американский физик и математик, лауреат Нобелевской премии по физике (1963).
- 1904
  - Саломея Нерис (при рожд. Саломея Бачинскайте; ум. 1945), литовская поэтесса.
  - Исаму Ногути (ум. 1988), американский скульптор и ландшафтный архитектор японского происхождения.
- 1905
  - Астрид Шведская (погибла в 1935), первая супруга короля Бельгии Леопольда III.
  - Миша Ауэр (при рожд. Михаил Унковский; ум. 1967), американский актёр российского происхождения.
- 1906 — Соитиро Хонда (ум. 1991), японский промышленник и инженер, основатель компании Honda.
- 1925
  - Михаил Лобанов (ум. 2016), русский советский писатель, литературовед, критик.
  - сэр Чарльз Маккеррас (ум. 2010), австралийский дирижёр.
  - Рок Хадсон (при рожд. Рой Гарольд Шерер-младший; ум. 1985), американский актёр кино и телевидения.
- 1926 — Котэ Махарадзе (ум. 2002), советский спортивный комментатор, телеведущий, актёр.
- 1927 — Роберт Батлер (ум. 2023), американский режиссёр кино и телевидения, трёхкратный лауреат премии «Эмми».
- 1928 — Амата Кабуа (ум. 1996), первый президент Маршалловых Островов (1979—1996).
- 1932 — Ван Юнчжи (ум. 2024), главный конструктор китайских пилотируемых кораблей «Шэньчжоу-5» и «Шэньчжоу-6».
- 1935 — Антон (Тони) Зайлер (ум. 2009), австрийский горнолыжник, трёхкратный олимпийский чемпион (1956).
- 1937 — Питер Кук (ум. 1995), английский актёр, сценарист, артист разговорного жанра.
- 1938 — Гордон Лайтфут (ум. 2023), канадский музыкант, автор-исполнитель.
- 1939 — Виктор Татарский (ум. 2022), советский и российский теле- и радиоведущий, актёр.
- 1940 — Елена Петушкова (ум. 2007), советская спортсменка (конный спорт), олимпийская чемпионка (1972), двукратная чемпионка мира по выездке.
- 1942 — Мартин Скорсезе, американский кинорежиссёр, сценарист, продюсер, лауреат премий «Оскар», «Золотой глобус», BAFTA, «Эмми» и др. наград.
- 1944
  - Дэнни де Вито, американский актёр, кинорежиссёр, продюсер, лауреат премий «Золотой глобус», «Эмми».
  - Рем Колхас, голландский архитектор, теоретик архитектуры.
- 1945
  - Ролан Жоффе, англо-французский кинорежиссёр, сценарист и продюсер.
  - Элвин Хейз, американский баскетболист, чемпион НБА (1978), член Зала славы баскетбола (1990).
- 1950 — Роланд Маттес (ум. 2019), пловец из ГДР, 4-кратный олимпийский чемпион, установивший 15 мировых рекордов.
- 1957 — Дмитрий Брусникин (ум. 2018), советский и российский актёр и режиссёр театра и кино, сценарист, педагог.
- 1958 — Мэри Элизабет Мастрантонио, американская актриса кино и телевидения.
- 1960 — Ру Пол, американский актёр, телеведущий, автор-исполнитель.
- 1965 — Руслана Писанка (ум. 2022), украинская актриса и телеведущая.
- 1966
  - Джефф Бакли (ум. 1997), американский музыкант, мультиинструменталист.
  - Софи Марсо, французская киноактриса, кинорежиссёр, певица, лауреат премии «Сезар».
- 1969 — Жан-Мишель Сев, бельгийский игрок в настольный теннис, призёр чемпионатов мира, участник 7 Олимпийских игр.
- 1973 — Алексей Урманов, российский фигурист, олимпийский чемпион (1994).
- 1978 — Рейчел Макадамс, канадская актриса.
- 1983 — Кристофер Паолини, американский писатель.
- 1985 — Осеа Колинисау, фиджийский регбист, олимпийский чемпион по регби-7 (2016).
- 1986
  - Нани, португальский футболист, чемпион Европы (2016).
  - Грег Разерфорд, британский прыгун в длину, олимпийский чемпион (2012), чемпион мира и Европы.
- 1987 — Кэт Делуна, американская поп- и R&B-певица.
- 1995 — Элизе Мертенс, бельгийская теннисистка.

### XXI век
- 2001 — Кейт Дугласс, американская пловчиха, двукратная олимпийская чемпионка, многократная чемпионка мира.

## Скончались

### До XIX века
- 1494 — Пико делла Мирандола (р. 1463), итальянский философ.
- 1558 — Мария I Тюдор (р. 1516), английская королева (с 1553).
- 1562 — Антуан де Бурбон (р. 1518), король Наварры (1555—1562), отец Генриха IV Наваррского, первого французского короля из дома Бурбонов.
- 1632 — Готфрид-Генрих Паппенгейм (р. 1594), немецкий граф, главнокомандующий войсками Католической лиги в Тридцатилетней войны.
- 1747 — Ален Рене Лесаж (р. 1668), французский писатель.
- 1673 — Якоб ван дер Дус (р. 1623), нидерландский художник.
- 1780 — Бернардо Беллотто (р. 1721), итальянский живописец, офортист, представитель венецианской школы.
- 1796 — Екатерина II (р. 1729), русская императрица (1762—1796).

### XIX век
- 1836 — Карл Верне (р. 1758), французский карикатурист и баталист, художник-историограф Наполеоновской армии.
- 1858 — Роберт Оуэн (р. 1771), английский социалист-утопист.
- 1862 — Николай Сазонов (р. 1815), русский публицист, общественный деятель.
- 1872 — Луиджи Меркантини[англ.] (р. 1821), итальянский поэт, автор гарибальдийского гимна.
- 1893 — Александр Баттенберг (р. 1857), первый князь Болгарии из германской династии Баттенбергов, генерал-лейтенант российской армии.
- 1894 — Уолтер Гованс (р. 1868), канадский миссионер, основатель миссий в Торонто.

### XX век
- 1905 — Лев Лагорио (р. 1826), русский художник-маринист.
- 1907 — Фрэнсис Мак-Клинток (р. 1819), английский полярный исследователь.
- 1917 — Огюст Роден (р. 1840), французский скульптор.
- 1929 — Герман Холлерит (р. 1860), американский инженер и изобретатель, создатель IBM.
- 1931 — Гельмут Колле (р. 1899), немецкий и французский художник-экспрессионист.
- 1940
  - Эрик Гилл (р. 1882), английский художник.
  - Раймонд Пирл (р. 1879), американский зоолог, один из основателей биометрии.
- 1943 — Сергей Спасокукоцкий (р. 1870), русский советский учёный, хирург, академик АН СССР.
- 1947
  - Виктор Серж (р. 1890), русский и франкоязычный писатель, революционер, деятель коммунистической партии и Коминтерна.
  - Рикарда Хух (р. 1864), немецкая поэтесса, философ и историк.
  - Эллис (Лев Кобылинский) (р. 1879), русский поэт, переводчик, критик, философ.
- 1959 — Эйтор Вилла-Лобос (р. 1887), бразильский композитор.
- 1970 — Андрей Упит (р. 1877), латышский писатель.
- 1971 — Глэдис Купер (р. 1888), английская актриса.
- 1973
  - Мать Мирра (р. 1878), сподвижница Шри Ауробиндо, основательница религиозно-философского учения Интегральная йога.
  - Николай Ушаков (р. 1899), русский советский поэт, прозаик, переводчик.
- 1975 — Детлев Вулф Бронк (р. 1897), американский физиолог, «отец» биофизики.
- 1977 — Георгий Асатиани (р. 1914), грузинский режиссёр-документалист и оператор, народный артист СССР.
- 1978 — Камиль Ярматов (р. 1903), таджикский актёр, кинорежиссёр, сценарист, народный артист СССР.
- 1979 — Иммануил Великовский (р. 1895), американский врач и психоаналитик, автор нетрадиционных теорий в области истории, геологии и астрономии.
- 1985 — Лон Нол (р. 1913), государственный деятель Камбоджи, генерал.
- 1986 — Владимир Кенигсон (р. 1907), актёр театра и кино, народный артист СССР.
- 1990 — Роберт Хофштадтер (р. 1915), американский физик, лауреат Нобелевской премии (1961).

### XXI век
- 2000 — Луи Неель (р. 1904), французский физик, лауреат Нобелевской премии (1970).
- 2002 — Абба Эвен (р. 1915), израильский государственный деятель.
- 2003 — Юрий Кузнецов (р. 1941), русский поэт и переводчик.
- 2004 — Александр Рагулин (р. 1941), советский хоккеист, трёхкратный олимпийский чемпион, многократный чемпион мира.
- 2005 — Владимир Волков (р. 1958), российский автор и исполнитель песен.
- 2006
  - Рут Браун (р. 1928), «королева-мать» американского блюза.
  - Ференц Пушкаш (р. 1927), венгерский и испанский футболист.
- 2007 — Валерий Угаров (р. 1941), советский и российский режиссёр и художник-мультипликатор, сценарист.
- 2008 — Эннио де Кончини (р. 1923), итальянский сценарист и кинорежиссёр.
- 2009 — Николай Олялин (р. 1941), советский и украинский киноактёр.
- 2011 — Владимир Фирсов (р. 1937), советский и российский поэт, переводчик.
- 2012 — Нина Алёшина (р. 1924), советский и российский архитектор, проектировщик наземных и подземных объектов Московского метрополитена.
- 2013 — Дорис Лессинг (р. 1919), английская писательница-фантаст, лауреат Нобелевской премии (2007).
- 2014 — Джимми Раффин (р. 1936), американский певец в жанре соул.
- 2016 — Анатолий Дзиваев (р. 1946), советский и российский актёр театра и кино, театральный режиссёр.
- 2018 — Евгений Осин (р. 1964), советский и российский певец, музыкант, автор песен.
- 2020
  - Роман Виктюк (р. 1936), советский, российский и украинский театральный режиссёр, художественный руководитель Театра Романа Виктюка.
  - Пим Дусбург (р. 1943), нидерландский футболист, вратарь. Известен по выступлениям за клубы «Спарта» и ПСВ, а также национальную сборную Нидерландов. Вице-чемпион мира (1978 год).
- 2024 — Владимир Лёвкин (р 1967), советский и российский певец, бывший участник группы «На-На» (1989—1998).

## Приметы
Ерёмин день.
- «Ерёма — сиди дома». По представлениям русского народа, в этот день надо было оставаться дома, не выходить за ограду, чтобы не столкнуться с нечистой силой, которая в этот день пытается в избу проникнуть, угля или огня стащить. Поэтому ни огня, ни углей соседям не дают, иначе счастье из дома уйдёт[6].
- Появление волнистых облаков, похожих на гребни морских волн, — к скорому наступлению плохой погоды. Вечерняя заря зелёная — к ясной погоде. Куры кудахчут, перебирают перья или ощипываются, гуляют посреди улицы — к снегопаду[6].